# Wizyty zagraniczne prezydenta Donalda Trumpa

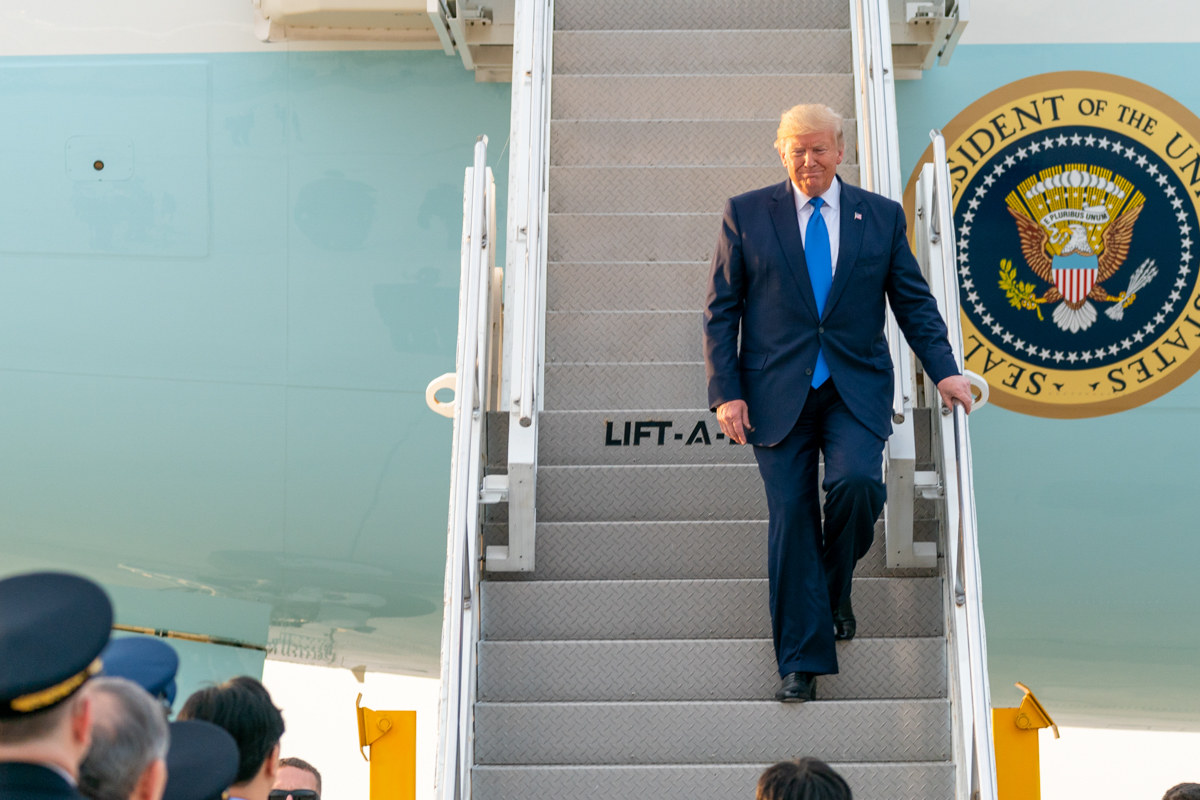
Przybycie Donalda Trumpa do Korei Południowej, 2019

Lista wizyt zagranicznych odbytych przez Donalda Trumpa jako 45. prezydenta Stanów Zjednoczonych w latach 2017–2021 i 47. prezydenta Stanów Zjednoczonych od 2025 roku.

## I kadencja prezydencka

### Dane dotyczące liczby wizyt w poszczególnych krajach
Podczas I kadencji na urzędzie prezydenta Stanów Zjednoczonych Donald Trump złożył ogółem 40 wizyt w 26 krajach, w tym w jednym nieuznawanym powszechnie na arenie międzynarodowej – Palestynie. Nie wszystkie z nich miały charakter oficjalny, ze spotkaniami z miejscowymi głowami państwa/szefami rządów, czy też stacjonującymi na miejscu amerykańskimi żołnierzami w roli głównej – np. pobyt w Grecji 10 czerwca 2018 roku to było tylko nieco ponad półtoragodzinne międzylądowanie w drodze z oficjalnej wizyty w Kanadzie na oficjalną wizytę do Singapuru, zaś pobyt w Irlandii w dniach 6–7 czerwca 2019 roku upłynął Trumpowi wyłącznie na wypoczynku w swoim klubie golfowym. Szczególnym przypadkiem jest pobyt Trumpa w Korei Północnej 30 czerwca 2019 roku, który co prawda miał oficjalny charakter (Trump był wówczas w towarzystwie północnokoreańskiego przywódcy Kim Dzong Una), ale trwał bardzo krótko i miał czysto symboliczną formę – Trump i Kim przeszli na północnokoreańską stronę linii demarkacyjnej ze strony południowokoreańskiej, wymienili uściski dłoni, pozowali do zdjęć, po czym wrócili na teren Korei Południowej. 
Poniżej przedstawiono częstotliwość, z jaką Donald Trump odwiedzał poszczególne kraje.
- Jeden raz: Afganistan, Arabia Saudyjska, Argentyna, Chiny, Filipiny, Finlandia, Grecja, Indie, Irak, Izrael, Kanada, Korea Północna, Palestyna, Polska, Singapur, Watykan
- Dwa razy: Belgia, Irlandia, Korea Południowa, Niemcy, Szwajcaria, Wietnam, Włochy
- Trzy razy: Japonia, Wielka Brytania

Mapa z oficjalnymi prezydenckimi wizytami zagranicznymi Donalda Trumpa podczas I kadencji prezydenckiej.
w linii=tak
w linii=tak
w linii=tak
w linii=tak
w linii=tak

- Cztery razy: Francja

### Wykaz wizyt podczas wszystkich lat kadencji

#### Rok 2017
| Lp. | Termin          | Państwo          | Miejsce          | Szczegóły | Zdjęcie | Opis zdjęcia |
| --- | --------------- | ---------------- | ---------------- | --- | ------- | ------------ |
| 1   | 20–22 maja      | Arabia Saudyjska | Rijad            | Trump spotkał się w Rijadzie z królem Salmanem, który uhonorował go najwyższym saudyjskim cywilnym odznaczeniem państwowym – Łańcuchem Orderu Króla Abd al-Aziza. Amerykański prezydent podpisał z nim umowę dotyczącą zbrojeń o wartości 109,7 miliarda dolarów. Wraz z małżonką Melanią odwiedził ponadto Muzeum Narodowe Arabii Saudyjskiej. |         | [ a ]        |
| 2   | 22–23 maja      | Izrael           | Jerozolima       | Spotkał się w Jerozolimie z prezydentem Re’uwenem Riwlinem i premierem Binjaminem Netanjahu, a także odwiedził Ścianę Płaczu i instytut Jad Waszem. Wygłosił również przemówienie w Muzeum Izraela. |         | [ b ]        |
| 3   | 23 maja         | Palestyna        | Betlejem         | Spotkał się w Betlejem z prezydentem Autonomii Palestyńskiej, Mahmudem Abbasem. |         | [ c ]        |
| 4   | 23–24 maja      | Włochy           | Rzym             | Spotkał się w Rzymie z prezydentem Sergio Mattarellą i premierem Paolo Gentilonim. |         | –            |
| 5   | 24 maja         | Watykan          | Watykan          | Spotkał się z papieżem Franciszkiem w bibliotece Pałacu Apostolskiego. |         | [ d ]        |
| 6   | 24–25 maja      | Belgia           | Bruksela         | Spotkał się z królem Belgii, Filipem I i premierem Belgii, Charlesem Michelem, a także wziął udział w szczycie NATO w Brukseli. Odbył również spotkania z przywódcami Unii Europejskiej: przewodniczącym Komisji Europejskiej Jeanem-Claude’em Junckerem i przewodniczącym Rady Europejskiej Donaldem Tuskiem, a ponadto z prezydentem Francji, Emmanuelem Macronem. |         | [ e ]        |
| 7   | 25–27 maja      | Włochy           | Taormina         | Wziął udział w odbywającym się w Taorminie szczycie grupy G7. Przed rozpoczęciem szczytu odbył ponadto spotkanie z premierem Japonii Shinzō Abe. |         | [ f ]        |
| 8   | 5–6 lipca       | Polska           | Warszawa         | Wraz z żoną Melanią, córką Ivanką i jej mężem Jaredem Kushnerem wylądował 5 lipca po godzinie 22:00 na lotnisku Chopina w Warszawie, po czym amerykańska delegacja udała się do hotelu Marriott. Następnego dnia Donald Trump wziął udział w szczycie państw Trójmorza na Zamku Królewskim, odbył ponadto spotkanie z prezydentem Polski, Andrzejem Dudą oraz prezydent Chorwacji, Kolindą Grabar-Kitarović. Wygłosił również przemówienie na placu Krasińskich przed Pomnikiem Powstania Warszawskiego. |         | [ g ]        |
| 9   | 6–8 lipca       | Niemcy           | Hamburg          | 6 lipca, na dzień przed rozpoczęciem szczytu grupy G20 w Hamburgu odbył dwustronne spotkanie z kanclerz Niemiec, Angelą Merkel, a także trójstronne spotkanie z prezydentem Korei Południowej, Mun Jae-inem i premierem Japonii, Shinzō Abe w amerykańskim konsulacie w Hamburgu. Następnego dnia wziął udział w szczycie grupy G20. Podczas spotkań sesji roboczej szczytu Donalda Trumpa zastąpiła córka Ivanka, co wywołało kontrowersje. Trump na marginesie szczytu odbył również dwustronne spotkania z prezydentem Rosji, Władimirem Putinem; prezydentem Meksyku, Enrique Peñą Nieto; przewodniczącym Chin, Xi Jinpingiem; premierem Singapuru, Lee Hsien Loongiem; premier Wielkiej Brytanii, Theresą May; premierem Japonii, Shinzō Abe i prezydentem Indonezji, Joko Widodo. |         | [ h ]        |
| 10  | 13–14 lipca     | Francja          | Paryż            | Tuż po opuszczeniu lotniska Orly w Paryżu Donald Trump wraz z żoną Melanią wziął udział w ceremonii powitalnej w Les Invalides, po czym niedługo później odbył spotkanie z prezydentem Emmanuelem Macronem w Pałacu Elizejskim. Wieczorem z Melanią zjadł w towarzystwie prezydenta Francji i jego żony Brigitte obiad w położonej na drugim piętrze Wieży Eiffla restauracji Le Jules Verne. Następnego dnia amerykańska para prezydencka uczestniczyła w defiladzie zorganizowanej z okazji Święta Narodowego Francji. |         | [ i ]        |
| 11  | 5–7 listopada   | Japonia          | Tokio            | Wraz z żoną Melanią spotkał się z cesarzem Akihito i jego małżonką cesarzową Michiko w Pałacu Cesarskim w Tokio. Odbył również spotkanie z premierem Shinzō Abe w tokijskim Pałacu Akasaka. |         | [ j ]        |
| 12  | 7–8 listopada   | Korea Południowa | Seul, Pyeongtaek | Spotkał się w Seulu z prezydentem Mun Jae-inem, a także odwiedził amerykańskich żołnierzy, stacjonujących w bazie Camp Humphreys, położonej niedaleko Pyeongtaeku. |         | [ k ]        |
| 13  | 8–10 listopada  | Chiny            | Pekin            | Pierwszego dnia wraz z żoną Melanią złożył wizytę w pekińskim Zakazanym Mieście w towarzystwie przewodniczącego Xi Jinpinga. Następnego dnia spotkał się z Xi Jinpingiem i premierem Li Keqiangiem w Wielkiej Hali Ludowej w Pekinie, a ponadto wygłosił tam przemówienie. |         | [ l ]        |
| 14  | 10–12 listopada | Wietnam          | Đà Nẵng, Hanoi   | 10 listopada wziął udział w serii spotkań APEC, odbywającej się w Đà Nẵng. 12 listopada spotkał się w Pałacu Prezydenckim w Hanoi z prezydentem Trần Đại Quangiem, a także odbył spotkania z premierem Nguyễn Xuân Phúciem i sekretarzem generalnym Komunistycznej Partii Wietnamu, Nguyễn Phú Trọngiem. |         | [ m ]        |
| 15  | 12–14 listopada | Filipiny         | Manila           | Wziął udział w serii spotkań ASEAN, odbywającej się w Manili. Na jej marginesie spotkał się z prezydentem Rodrigo Duterte. |         | [ n ]        |

#### Rok 2018
| Lp. | Termin                 | Państwo         | Miejsce                                                      | Szczegóły | Zdjęcie | Opis zdjęcia |
| --- | ---------------------- | --------------- | ------------------------------------------------------------ | --- | ------- | ------------ |
| 1   | 25–26 stycznia         | Szwajcaria      | Davos                                                        | Wziął udział, jako pierwszy od 18 lat prezydent Stanów Zjednoczonych, w Światowym Forum Ekonomicznym w Davos. Wygłosił tam przemówienie, a także odbył spotkania z prezydentem Polski, Andrzejem Dudą i premier Wielkiej Brytanii, Theresą May. |         | [ o ]        |
| 2   | 8–9 czerwca            | Kanada          | La Malbaie                                                   | Wziął udział w szczycie grupy G7, odbywającym się w La Malbaie. Miał tam dwustronne spotkania z premierem Kanady, Justinem Trudeau i prezydentem Francji, Emmanuelem Macronem. |         | [ p ]        |
| 3   | 10 czerwca             | Grecja          | Kreta                                                        | Trwające nieco ponad półtorej godziny międzylądowanie w bazie morskiej Souda na Krecie w drodze z Kanady do Singapuru. |         | –            |
| 4   | 10–12 czerwca          | Singapur        | Singapur                                                     | 11 czerwca spotkał się z premierem Singapuru, Lee Hsien Loongiem, z kolei następnego dnia odbył spotkanie z przywódcą Korei Północnej, Kim Dzong Unem. |         | [ q ]        |
| 5   | 10–12 lipca            | Belgia          | Bruksela                                                     | Wziął udział w szczycie NATO w Brukseli, gdzie odbył dwustronne spotkania z sekretarzem generalnym NATO, Jensem Stoltenbergiem; prezydentem Francji, Emmanuelem Macronem i kanclerz Niemiec, Angelą Merkel. |         | [ r ]        |
| 6   | 12–15 lipca            | Wielka Brytania | Londyn, Woodstock, Sandhurst, Ellesborough, Windsor, Szkocja | Pierwszego dnia wraz z żoną Melanią wziął udział w uroczystym obiedzie z udziałem premier Theresy May w Blenheim Palace. Drugiego dnia najpierw złożył wizytę w Królewskiej Akademii Wojskowej w Sandhurst i spotkał się z Theresą May w jej oficjalnej wiejskiej rezydencji Chequers, zaś później udał się na Zamek w Windsorze, gdzie spotkał się z królową Elżbietą II. Pod koniec dnia pojechał do położonego w południowo-zachodniej Szkocji własnego klubu golfowego Trump Turnberry, w którym spędził weekend. |         | [ s ]        |
| 7   | 15–16 lipca            | Finlandia       | Helsinki                                                     | Wziął udział w szczycie Rosja–Stany Zjednoczone, w ramach którego spotkał się w Pałacu Prezydenckim w Helsinkach z prezydentem Rosji, Władimirem Putinem. Odbył również spotkanie z prezydentem Finlandii, Saulim Niinistö. |         | [ t ]        |
| 8   | 9–11 listopada         | Francja         | Paryż, Suresnes                                              | 10 listopada odbył dwustronne spotkanie z prezydentem Emmanuelem Macronem w Pałacu Elizejskim. Na ten dzień wraz z żoną Melanią miał ponadto zaplanowaną wizytę na cmentarzu wojennym w Aisne-Marne, jednak wizyta została odwołana ze względu na – jak wyjaśnił Biały Dom w późniejszym oświadczeniu – „harmonogram i trudności logistyczne związane z pogodą”. Odwołanie wizyty wywołało krytykę, przede wszystkim w serwisie Twitter. Następnego dnia wziął udział w obchodach Dnia Pamięci i zarazem 100. rocznicy zawarcia rozejmu kończącego I wojnę światową, zorganizowanych przy Łuku Triumfalnym w Paryżu. Odwiedził również amerykański cmentarz wojenny w Suresnes, na którym wygłosił przemówienie.                                                                                     |         | [ u ]        |
| 9   | 29 listopada–1 grudnia | Argentyna       | Buenos Aires                                                 | Wziął udział w szczycie grupy G20, odbywającym się w Buenos Aires. Wraz z prezydentem Meksyku, Enrique Peñą Nieto i premierem Kanady, Justinem Trudeau podpisał tam amerykańsko-meksykańsko-kanadyjską umowę o wolnym handlu, odbył dwustronne spotkania z prezydentem Argentyny, Mauricio Macrim; premierem Australii, Scottem Morrisonem; kanclerz Niemiec, Angelą Merkel; prezydentem Korei Południowej, Mun Jae-inem i prezydentem Turcji, Recepem Tayyipem Erdoğanem oraz trójstronne spotkanie z premierem Indii, Narendrą Modim i premierem Japonii, Shinzō Abe. Uczestniczył ponadto w trwającej 2,5 godziny roboczej kolacji z przewodniczącym Chin, Xi Jinpingiem, a także odbył „nieformalną rozmowę” (jak określił to Biały Dom w oświadczeniu) z prezydentem Rosji, Władimirem Putinem. |         | [ v ]        |
| 10  | 26 grudnia             | Irak            | Al-Anbar                                                     | Wraz z żoną Melanią odwiedził amerykańskich żołnierzy, stacjonujących w bazie lotniczej Al Asad. |         | [ w ]        |
| 11  | 26–27 grudnia          | Niemcy          | Nadrenia-Palatynat                                           | Wraz z żoną Melanią odwiedził amerykańskich żołnierzy, stacjonujących w bazie lotniczej Ramstein. |         | [ x ]        |

#### Rok 2019
| Lp. | Termin         | Państwo          | Miejsce                                  | Szczegóły | Zdjęcie | Opis zdjęcia |
| --- | -------------- | ---------------- | ---------------------------------------- | --- | ------- | ------------ |
| 1   | 26–28 lutego   | Wietnam          | Hanoi                                    | 27 lutego wziął udział w szczycie Korea Północna–Stany Zjednoczone, w ramach którego spotkał się w hotelu Sofitel Legend Metropole w Hanoi z przywódcą Korei Północnej, Kim Dzong Unem. Tego samego dnia odbył ponadto w Pałacu Prezydenckim w Hanoi spotkanie z sekretarzem generalnym Komunistycznej Partii Wietnamu i prezydentem Wietnamu, Nguyễn Phú Trọngiem, z którym podpisał umowę handlową, a także spotkał się w biurze rządowym z premierem Wietnamu, Nguyễn Xuân Phúciem. |         | [ y ]        |
| 2   | 25–28 maja     | Japonia          | Tokio                                    | 26 maja wspólnie z premierem Shinzō Abe grał w golfa i oglądał turniej sumo. 27 maja wraz z żoną Melanią spotkał się w Pałacu Cesarskim w Tokio z cesarzem Naruhito. Został tym samym pierwszym zagranicznym przywódcą, z którym Naruhito odbył spotkanie od czasu zastąpienia na japońskim tronie cesarskim swojego ojca Akihito. Tego samego dnia odbył również oficjalne spotkanie z Shinzō Abe w Pałacu Akasaka |         | [ z ]        |
| 3   | 3–5 czerwca    | Wielka Brytania  | Londyn, Portsmouth                       | 3 czerwca w godzinach porannych wraz z żoną Melanią spotkał się z ambasadorem Stanów Zjednoczonych w jego londyńskiej rezydencji Winfield House. Następnie małżonkowie udali się do Pałacu Buckingham, gdzie spotkali się z królową Elżbietą II, następcą tronu i księciem Walii Karolem oraz księżną Kornwalii Kamilą; w ogrodach Pałacu Buckingham Donald Trump wraz z księciem Karolem dokonał ponadto przeglądu oddziału gwardii królewskiej. Później Trumpowie zjedli lunch z rodziną królewską, w tym z księciem Sussexu Henrykiem. Następnie pojechali do Opactwa Westminsterskiego, gdzie razem z księciem Yorku Andrzejem złożyli wieniec na Grobie Nieznanego Wojownika, a także zwiedzili gmach Opactwa. Potem przybyli do Clarence House, gdzie mieli zaplanowaną herbatę z księciem Karolem i księżną Kamilą, a następnie wrócili do Winfield House, z którego po kilku godzinach pojechali na wieczorny, państwowy bankiet z udziałem rodziny królewskiej w Pałacu Buckingham. 4 czerwca Donald Trump odbył dwustronne spotkanie z premier Theresą May w 10 Downing Street zakończone wspólną konferencją prasową w Foreign and Commonwealth Office. 5 czerwca uczestniczył w zorganizowanych w Portsmouth międzynarodowych obchodach 75. rocznicy lądowania w Normandii. |         | [ aa ]       |
| 4   | 5–6 czerwca    | Irlandia         | Shannon, Clare                           | 5 czerwca odbył dwustronne spotkanie z premierem Leo Varadkarem w salonie VIP portu lotniczego w Shannon. Następnie pojechał do swojego klubu golfowego w Doonbeg w hrabstwie Clare, w którym przebywał do następnego dnia. |         | [ ab ]       |
| 5   | 6 czerwca      | Francja          | Colleville-sur-Mer                       | Wraz z prezydentem Emmanuelem Macronem uczestniczył w zorganizowanej na amerykańskim cmentarzu wojennym w Colleville-sur-Mer ceremonii upamiętnienia 75. rocznicy lądowania w Normandii, podczas której przemawiał do zgromadzonych na miejscu weteranów. |         | [ ac ]       |
| 6   | 6–7 czerwca    | Irlandia         | Shannon, Clare                           | Po uroczystościach we Francji wrócił do swojego klubu golfowego w Doonbeg w hrabstwie Clare, w którym przebywał do następnego dnia. |         | [ ad ]       |
| 7   | 27–29 czerwca  | Japonia          | Osaka                                    | Wziął udział w szczycie grupy G20, odbywającym się w Osace. Na marginesie szczytu uczestniczył w ponadgodzinnej kolacji z premierem Australii, Scottem Morrisonem i śniadaniu roboczym z księciem koronnym Arabii Saudyjskiej, Muhammadem ibn Salmanem, a także odbył dwustronne spotkania z prezydentem Brazylii, Jairem Bolsonaro; przewodniczącym Chin, Xi Jinpingiem; prezydentem Rosji, Władimirem Putinem; kanclerz Niemiec, Angelą Merkel; premierem Indii, Narendrą Modim oraz prezydentem Turcji, Recepem Tayyipem Erdoğanem. Miał tam również trójstronne spotkanie z Narendrą Modim i premierem Japonii, Shinzō Abe. |         | [ ae ]       |
| 8   | 29–30 czerwca  | Korea Południowa | Seul, Koreańska Strefa Zdemilitaryzowana | Pierwszego dnia spotkał się w Seulu z południowokoreańskimi przedsiębiorcami, a następnie odbył dwustronne spotkanie z prezydentem Korei Południowej, Mun Jae-inem w Błękitnym Domu. Drugiego dnia wziął udział w szczycie Koree–Stany Zjednoczone. W ramach niego najpierw spotkał się z Mun Jae-inem i południowokoreańskimi żołnierzami w obiektach wojskowych Koreańskiej Strefy Zdemilitaryzowanej. Następnie udał się do Wspólnej Strefy Bezpieczeństwa, w której przywitał się z przywódcą Korei Północnej, Kim Dzong Unem, a potem na jego zaproszenie przeszedł z południowokoreańskiej strony linii demarkacyjnej na północnokoreańską – został tym samym pierwszym, urzędującym prezydentem Stanów Zjednoczonych, który stanął na północnokoreańskiej ziemi. Krótko po tym Donald Trump i Kim Dzong Un poszli razem na terytorium Korei Południowej, gdzie odbyli dwustronne spotkanie we Freedom House. Po trwającym około 50 minut spotkaniu Trump odprowadził Kima na terytorium Korei Północnej, po czym udał się do położonej na południe od Seulu bazy lotniczej Osan i wygłosił przemówienie do stacjonujących tam amerykańskich żołnierzy oraz ich rodzin. |         | [ af ]       |
| 9   | 30 czerwca     | Korea Północna   | Wspólna Strefa Bezpieczeństwa            | Po dotarciu do Wspólnej Strefy Bezpieczeństwa w Koreańskiej Strefie Zdemilitaryzowanej, na zaproszenie Kim Dzong Una Donald Trump przeszedł z nim na odległość kilku kroków od linii demarkacyjnej na terytorium Korei Północnej. Obaj politycy uścisnęli tam sobie dłonie i wspólnie pozowali do zdjęć, po czym niedługo później poszli na terytorium Korei Południowej. |         | [ ag ]       |
| 10  | 24–26 sierpnia | Francja          | Biarritz                                 | Wziął udział w szczycie grupy G7, odbywającym się w Biarritz. Na marginesie szczytu miał dwustronne spotkania z premierem Australii, Scottem Morrisonem; premierem Wielkiej Brytanii, Borisem Johnsonem; premierem Kanady, Justinem Trudeau; premierem Japonii, Shinzō Abe; prezydentem Egiptu, Abd al-Fattahem as-Sisim; kanclerz Niemiec, Angelą Merkel i premierem Indii, Narendrą Modim. Uczestniczył także w zamykającej szczyt wspólnej konferencji prasowej z prezydentem Francji, Emmanuelem Macronem. |         | [ ah ]       |
| 11  | 28 listopada   | Afganistan       | Bagram                                   | Z okazji Dnia Dziękczynienia odwiedził amerykańskich żołnierzy, stacjonujących w bazie lotniczej Bagram. W bazie tej wygłosił przemówienie do żołnierzy, a także odbył dwustronne spotkanie z prezydentem Afganistanu, Aszrafem Ghanim. |         | [ ai ]       |
| 12  | 2–4 grudnia    | Wielka Brytania  | Londyn                                   | Wziął udział w szczycie NATO w Londynie, gdzie odbył dwustronne spotkania z sekretarzem generalnym NATO, Jensem Stoltenbergiem (w Winfield House); premierem Kanady, Justinem Trudeau; premier Danii, Mette Frederiksen; prezydentem Francji; Emmanuelem Macronem (w Winfield House); kanclerz Niemiec, Angelą Merkel i premierem Włoch, Giuseppe Conte. Wraz z żoną Melanią uczestniczył także w przyjęciu, zorganizowanym w Pałacu Buckingham przez królową Elżbietę II dla przywódców państw NATO. |         | [ aj ]       |

#### Rok 2020
| Lp. | Termin         | Państwo    | Miejsce                     | Szczegóły | Zdjęcie | Opis zdjęcia |
| --- | -------------- | ---------- | --------------------------- | --- | ------- | ------------ |
| 1   | 21–22 stycznia | Szwajcaria | Davos                       | Wziął udział w Światowym Forum Ekonomicznym w Davos. Wygłosił tam przemówienie, a także odbył dwustronne spotkania z prezydent Szwajcarii, Simonettą Sommarugą; przewodniczącą Komisji Europejskiej, Ursulą von der Leyen; premierem Pakistanu, Imranem Khanem; prezydentem Iraku, Barhamem Salihem i prezydentem Kurdystanu, Nechirvanem Barzanim. |         | [ ak ]       |
| 2   | 24–25 lutego   | Indie      | Ahmadabad, Agra, Nowe Delhi | Pierwszego dnia wraz z żoną Melanią i premierem Narendrą Modim uczestniczył w zorganizowanym na stadionie Sardar Patel Stadium w Ahmadabadzie wiecu powitalnym o nazwie Namaste Trump z udziałem liczącej 125 tysięcy osób publiczności, a następnie razem z Melanią odwiedził położony 5 km na północ od centrum Ahmadabadu budynek Sabarmati Ashram, będący w latach 1917–1930 domem Mahatmy Gandhiego podczas indyjskiej walki o wolność oraz znajdujące się w Agrze mauzoleum Tadź Mahal. Drugiego dnia najpierw uczestniczył w ceremonii powitalnej w rezydencji Rashtrapati Bhavan, następnie przeprowadził serię spotkań z Narendrą Modim i innymi urzędnikami rządowymi, a także indyjskimi biznesmenami, których chciał przekonać do większego inwestowania w Stanach Zjednoczonych, a potem wraz z żoną wziął udział w państwowym bankiecie, wydanym na jego cześć w Rashtrapati Bhavan przez prezydenta Rama Natha Kovinda. |         | [ al ]       |

## II kadencja prezydencka

### Dane dotyczące liczby wizyt w poszczególnych krajach
Poniżej przedstawiono częstotliwość, z jaką Donald Trump odwiedzał poszczególne kraje.
- Jeden raz: Arabia Saudyjska, Holandia, Kanada, Katar, Watykan, Wielka Brytania, Włochy, Zjednoczone Emiraty Arabskie

Mapa z oficjalnymi prezydenckimi wizytami zagranicznymi Donalda Trumpa podczas II kadencji prezydenckiej.
w linii=tak
w linii=tak
w linii=tak
w linii=tak
w linii=tak

### Wykaz wizyt podczas wszystkich lat kadencji

#### Rok 2025
| Lp. | Termin        | Państwo                      | Miejsce                  | Szczegóły | Zdjęcie | Opis zdjęcia |
| --- | ------------- | ---------------------------- | ------------------------ | --- | ------- | ------------ |
| 1   | 25 kwietnia   | Włochy                       | Rzym                     | Wraz z żoną Melanią wieczorem przybył do Rzymu, lądując na lotnisku Fiumicino, aby uczestniczyć w mającym się odbyć następnego dnia pogrzebie papieża Franciszka w Watykanie. |         | –            |
| 2   | 26 kwietnia   | Watykan                      | Watykan                  | Wraz z Melanią uczestniczył w uroczystościach pogrzebowych papieża Franciszka na placu św. Piotra. Przed pogrzebem Trumpowie zostali wpuszczeni do bazyliki św. Piotra, aby mogli oddać hołd przed znajdującą się tam wówczas trumną z ciałem papieża. Oprócz tego przed uroczystościami Donald Trump odbył w bazylice św. Piotra trwającą około 15 minut rozmowę z prezydentem Ukrainy, Wołodymyrem Zełenskim. |         | [ am ]       |
| 3   | 13–14 maja    | Arabia Saudyjska             | Rijad                    | Pierwszego dnia spotkał się z księciem koronnym, Muhammadem ibn Salmanem, z którym podpisał umowę początkowo określaną przez stronę saudyjską jako dotyczącą jedynie „strategicznego partnerstwa gospodarczego”, jednak niedługo później agencja AFP podała, że częścią umowy był też kontrakt dotyczący zbrojeń o wartości 142 miliardów dolarów. Natomiast w opublikowanym jeszcze tego samego dnia oświadczeniu Białego Domu poinformowano, że gospodarcza część umowy Stanów Zjednoczonych z Arabią Saudyjską zawiera zobowiązanie Saudyjczyków do zainwestowania w USA kwoty 600 miliardów dolarów. Później Trump wraz z amerykańskimi przedsiębiorcami z branży współczesnych technologii, m.in. Samem Altmanem, Elonem Muskiem i Jen-Hsun Huangiem, wziął udział w amerykańsko-saudyjskim forum inwestycyjnym. Drugiego dnia uczestniczył w spotkaniu z przywódcami krajów zrzeszonych w Radzie Współpracy Zatoki Perskiej, a ponadto odbył dwustronne spotkanie z prezydentem Syrii, Ahmadem asz-Szarą, będące pierwszym spotkaniem przywódców USA i Syrii od 25 lat. |         | [ an ]       |
| 4   | 14–15 maja    | Katar                        | Doha                     | Pierwszego dnia spotkał się z emirem Tamimem ibn Hamadem Al Sanim, z którym podpisał umowy dotyczące wymiany gospodarczej i zbrojeń opiewające, według komunikatu Białego Domu, na co najmniej 1,2 biliona dolarów. Później Trump w wypowiedzi dla mediów stwierdził, że wśród tematów poruszanych w rozmowie z katarskim emirem była też wojna rosyjsko-ukraińska i irański program jądrowy. Jak poinformowała agencja AFP, wśród umów gospodarczych zawartych podczas spotkania przywódców USA i Kataru, był warty 200 miliardów dolarów kontrakt na zakup przez linię lotniczą Qatar Airways nawet do 210 samolotów firmy Boeing. Drugiego dnia odwiedził bazę lotniczą Al Udeid, gdzie wygłosił przemówienie do stacjonujących tam amerykańskich żołnierzy. |         | [ ao ]       |
| 5   | 15–16 maja    | Zjednoczone Emiraty Arabskie | Abu Zabi                 | Po przybyciu 15 maja został powitany przez prezydenta Muhammada ibn Zajida Al Nahajjana, a następnie wraz z nim zwiedził Wielki Meczet Szejka Zajida. Później uczestniczył w uroczystym obiedzie w Pałacu Prezydenckim w Abu Zabi i otrzymał od prezydenta Al Nahajjana Order Zajida – najwyższe cywilne odznaczenie państwowe w ZEA. Kolejnego dnia Biały Dom ogłosił, że podczas wizyty Trumpa w ZEA zawarto amerykańsko-emirackie umowy o łącznej wartości przekraczającej 200 miliardów dolarów – jedną z nich było porozumienie o wartości 14,5 miliarda dolarów między firmami Boeing, GE Aerospace i liniami lotniczymi Etihad Airways. 16 maja Trump odwiedził ponadto międzywyznaniowy kompleks Abrahamic Family House w Abu Zabi jako pierwszy w historii prezydent USA. |         | [ ap ]       |
| 6   | 15–16 czerwca | Kanada                       | Kananaskis               | Wziął udział w odbywającym się w dniach 16–17 czerwca w Kananaskis w prowincji Alberta szczycie grupy G7, na którym pierwszego dnia miał dwustronne spotkania z premierem Kanady Markiem Carneyem; premierem Wielkiej Brytanii, Keirem Starmerem i kanclerzem Niemiec, Friedrichem Merzem. Tego samego dnia, po oficjalnej kolacji z przywódcami państw grupy G7 przedwcześnie opuścił szczyt i wrócił do Waszyngtonu z powodu eskalacji wojny izraelsko-irańskiej. |         | [ aq ]       |
| 7   | 24–25 czerwca | Holandia                     | Haga                     | Wziął udział w szczycie NATO zorganizowanym w Hadze, w centrum kongresowym World Forum. Przed kolacją z przywódcami innych państw NATO spotkał się z królem Wilhelmem-Aleksandrem, królową Maksymą i ich córką, księżniczką Oranii Katarzyną-Amalią w Huis ten Bosch, jednej z trzech oficjalnych rezydencji holenderskiego monarchy; Trump został tym samym pierwszym w historii prezydentem USA przebywającym w rezydencji władcy Holandii. Podczas szczytu odbył na jego marginesie dwustronne spotkania z sekretarzem generalnym NATO Markiem Rutte; premierem Holandii, Dickiem Schoofem; prezydentem Turcji, Recepem Tayyipem Erdoğanem i prezydentem Ukrainy, Wołodymyrem Zełenskim. |         | [ ar ]       |
| 8   | 25–29 lipca   | Wielka Brytania              | Turnberry, Aberdeenshire | W piątek 25 lipca rozpoczął czterodniową wizytę w Szkocji, lądując około godziny 20:30 na lotnisku Glasgow-Prestwick, a następnie udał się do swojego klubu golfowego Trump Turnberry i hotelu na wybrzeżu hrabstwa Ayrshire. Cały kolejny dzień spędził grając w golfa w klubie Turnberry. 27 lipca odbył w Trump Turnberry dwustronne spotkanie z przewodniczącą Komisji Europejskiej, Ursulą von der Leyen, na którym doszło do zawarcia umowy handlowej między Stanami Zjednoczonymi a Unią Europejską, zaś 28 lipca spotkał się w klubie golfowym z premierem Wielkiej Brytanii, Keirem Starmerem, gdzie głównym tematem rozmów obu polityków była rola Europy i USA w przeciwdziałaniu kryzysu żywnościowego oraz osiągnięciu pokoju w dotkniętej wojną Strefie Gazy. Ostatniego dnia pobytu w Szkocji Trump odbył w MacLeod House w Menie Estate w hrabstwie Aberdeenshire spotkanie z pierwszym ministrem Szkocji Johnem Swinneyem, na którym poruszono m.in. tematy sytuacji w Strefie Gazy i zwolnienia eksportu szkockiej whisky do USA z 10% cła.                 |         | [ as ]       |